# Przejście graniczne Chocisław-Zabłocie
Przejście graniczne Chocisław-Zabłocie – białorusko-ukraińskie kolejowe przejście graniczne położone w obwodzie brzeskim, w rejonie małoryckim, w sielsowiecie Chocisław oraz (po stronie ukraińskiej) w obwodzie wołyńskim, w rejonie ratnieńskim.
Przez przejście przebiega linia kolejowa łącząca Brześć z Kowlem.